# (23455) Fumi
(23455) Fumi (1988 XY4) – planetoida z pasa głównego asteroid okrążająca Słońce w ciągu 5,17 lat w średniej odległości 2,99 j.a. Odkryta 5 grudnia 1988 roku.